# Bārchāh
Bārchāh (persiska: بارچاه, بَردغون) är en ort i Iran.   Den ligger i provinsen Hormozgan, i den södra delen av landet, 1 100 km söder om huvudstaden Teheran. Bārchāh ligger 25 meter över havet och antalet invånare är 182.
Terrängen runt Bārchāh är platt åt sydväst, men åt nordost är den kuperad. Närmaste större samhälle är Bandar-e Lengeh, 9,9 km söder om Bārchāh. 